# Quakenbrück
Quakenbrück település Németországban, azon belül Alsó-Szászország tartományban. Lakosainak száma 13 947 fő (2023. december 31.). Quakenbrück Menslage, Nortrup, Essen, Brokstreek, Osteressen, Uptloh és Dinklage községekkel határos.

## Fekvése
Essen déli szomszédjában fekvő település.

## Története
A környék egykor püspöki birtok volt. A települést 1235-ben I. Konrad püspöki alapítvánnyá nyilváníttatta és védőfalakkal vetette körbe. 1544-ben a település a Hanza-szövetség tagja lett. 1802-ben a hannoveri ház, majd 1866-tól porosz fennhatóság alá tartozott.
Quakenbrück az Osnabrück és Oldenburg közötti terület egyik gazdasági és kultúrközpontja. Középkorban már jelentős kézműipara volt, mely napjainkig fennmaradt.

## Nevezetességek
- Szent Szilveszter templom - gótikus stílusban épült.
- Városkapu (Hohe Pforte)
- Az óváros 16. századi patricius házai

## Galéria

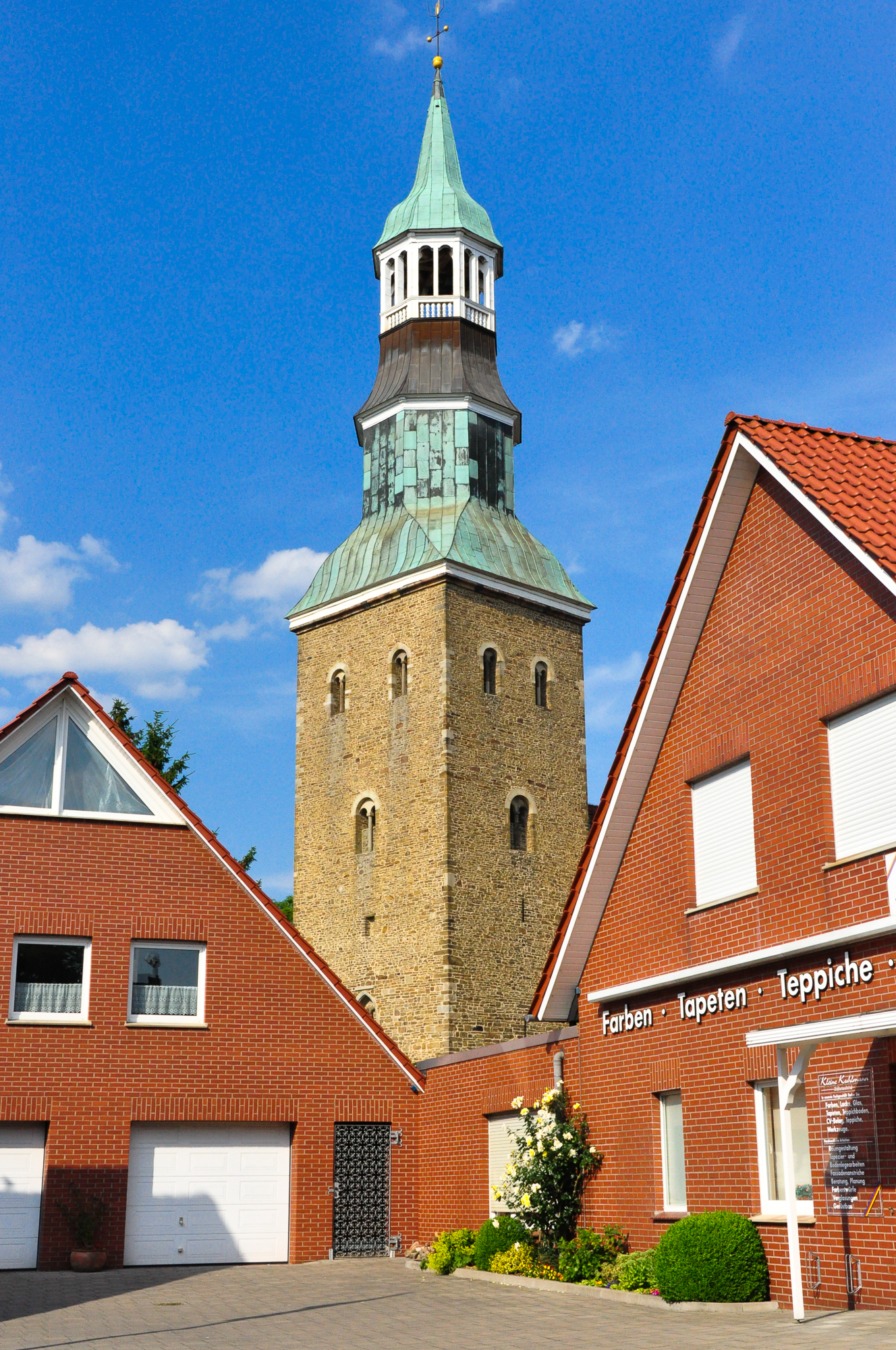
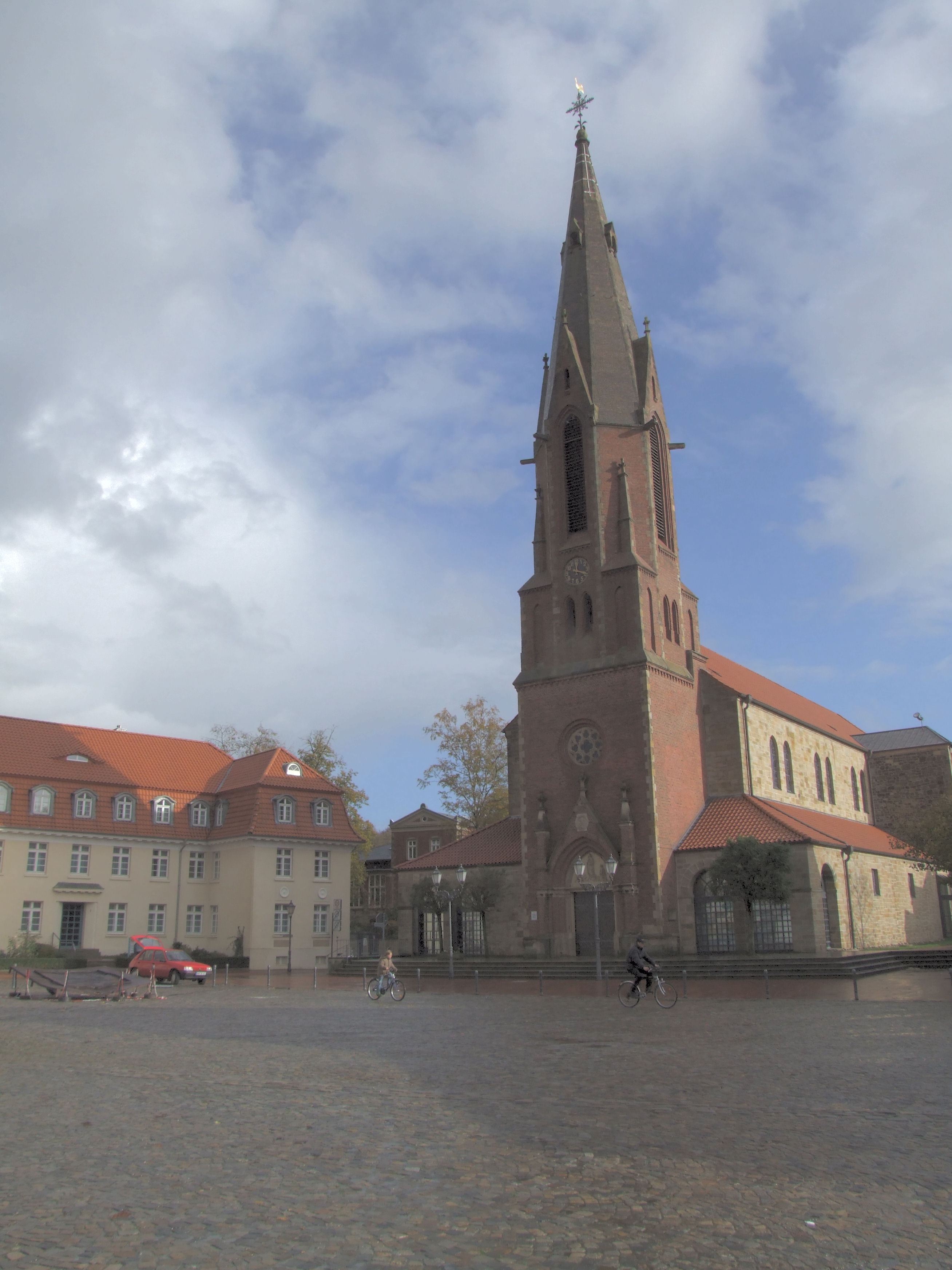
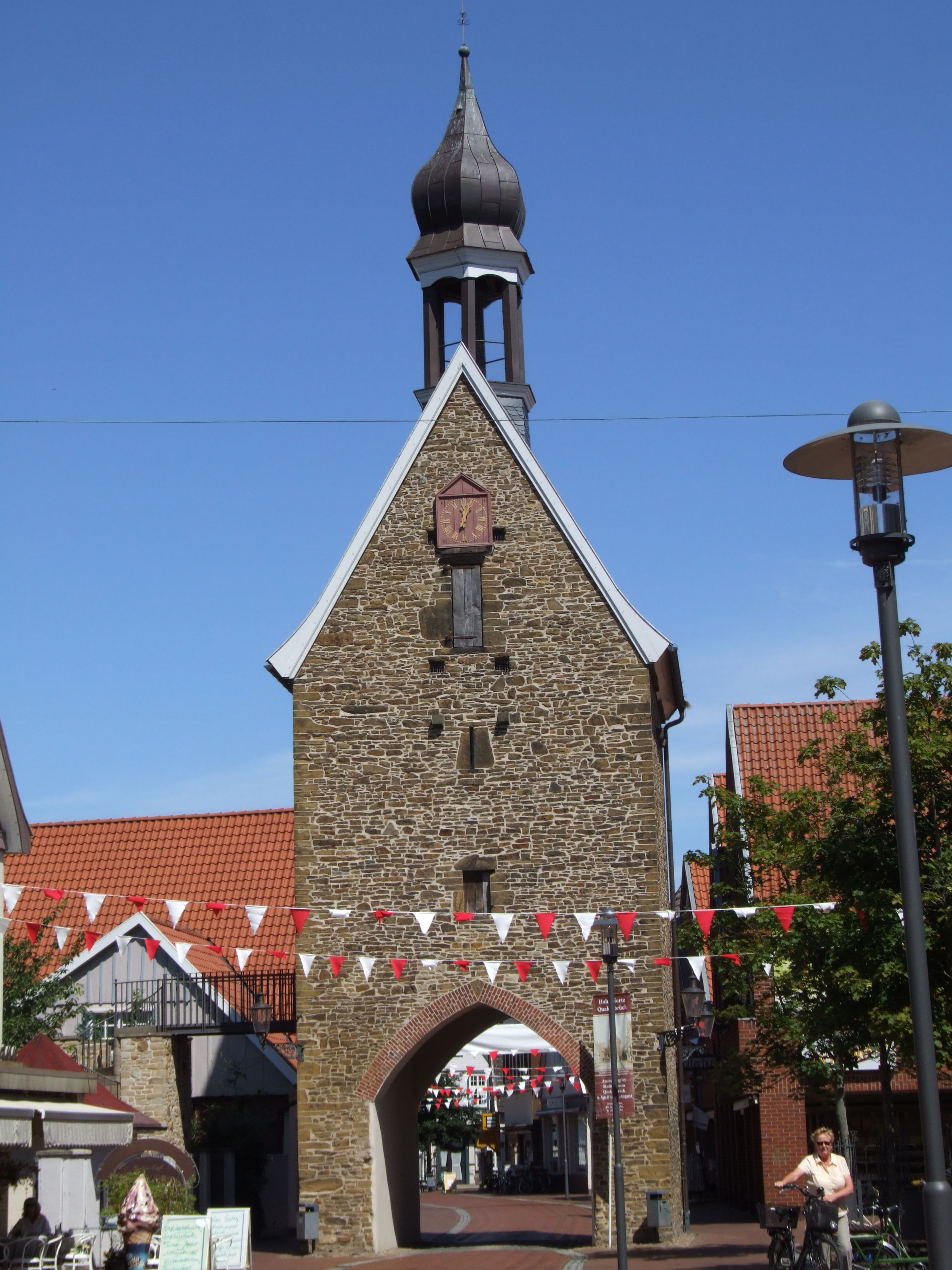
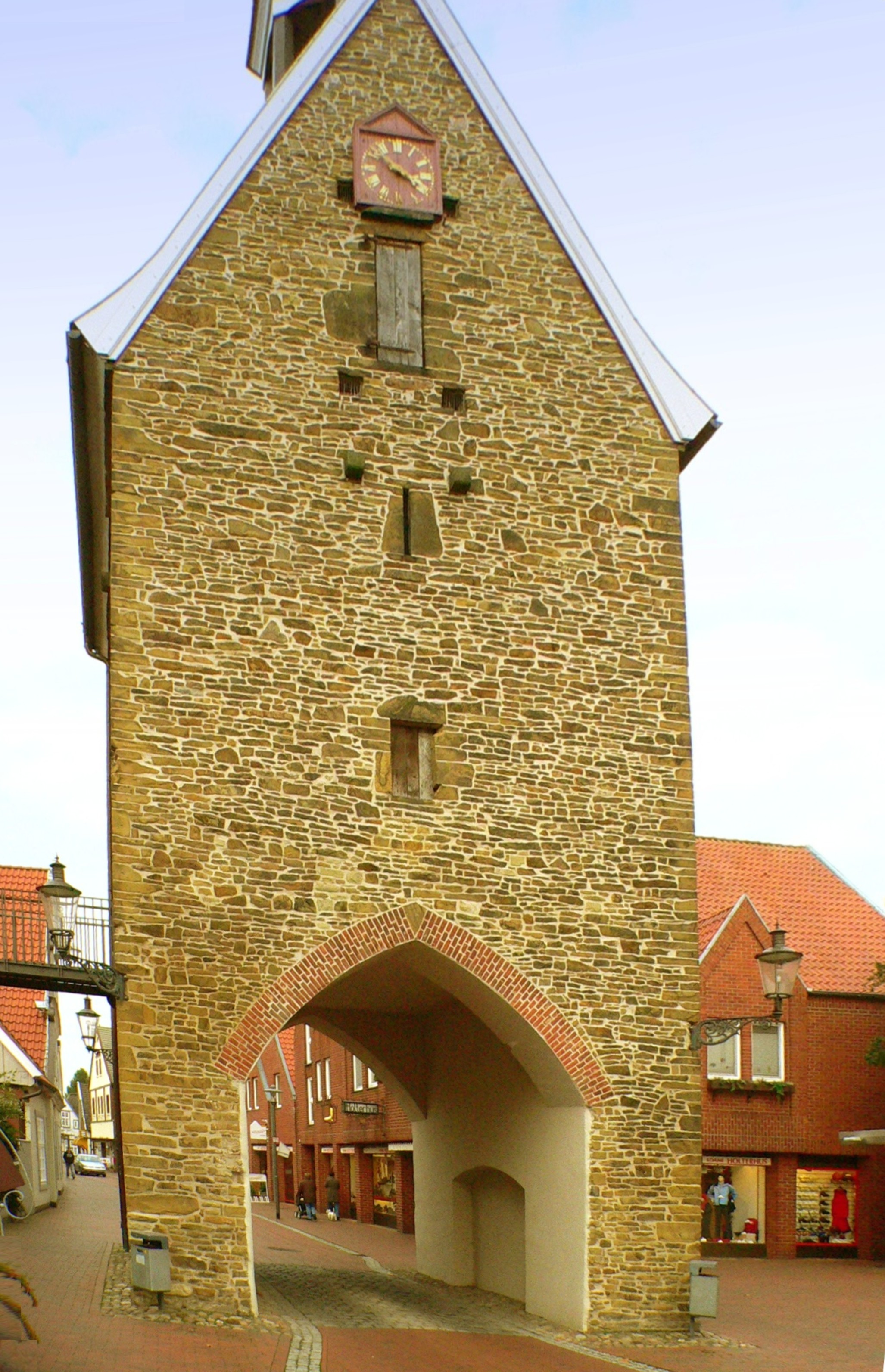
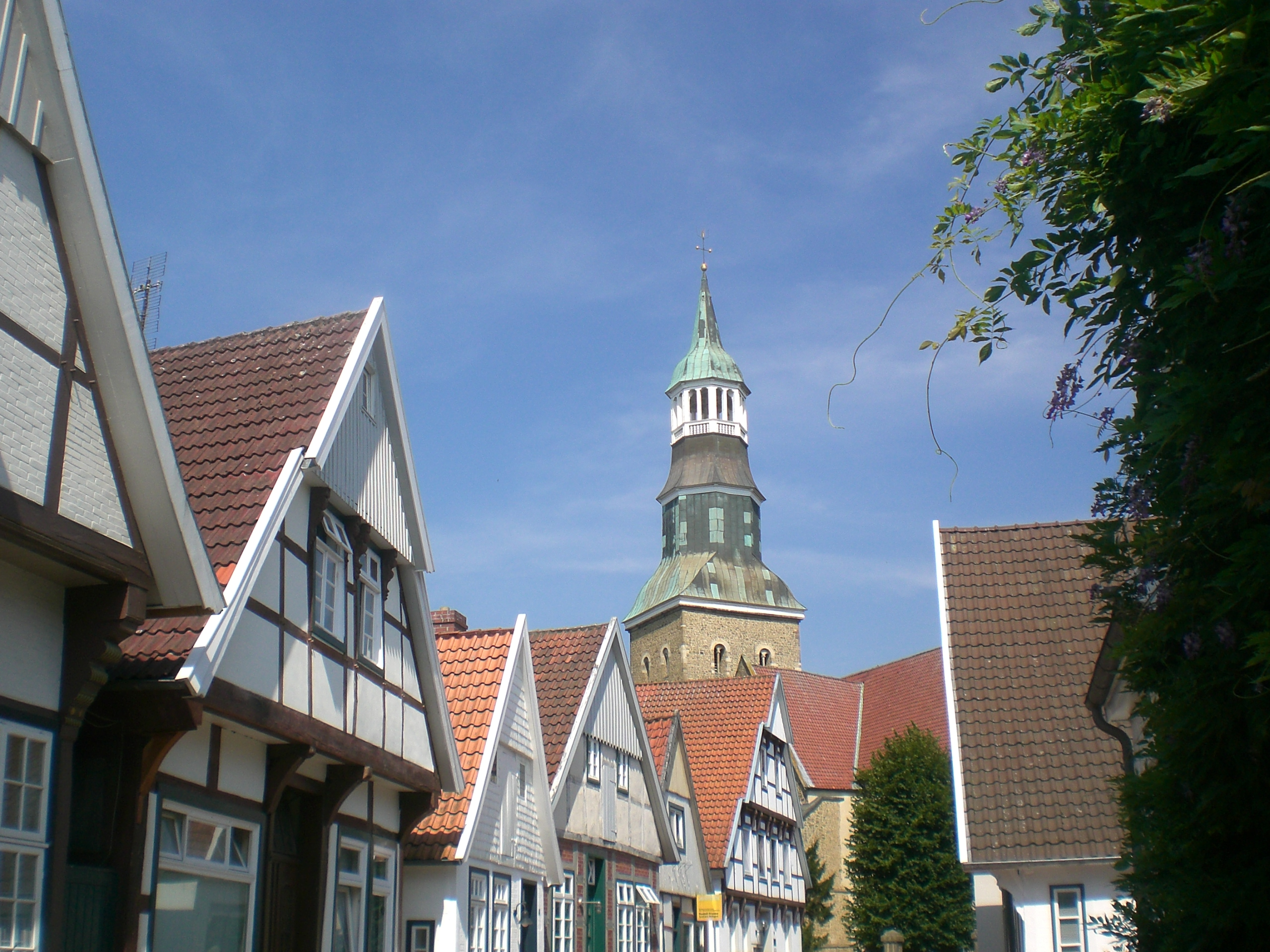
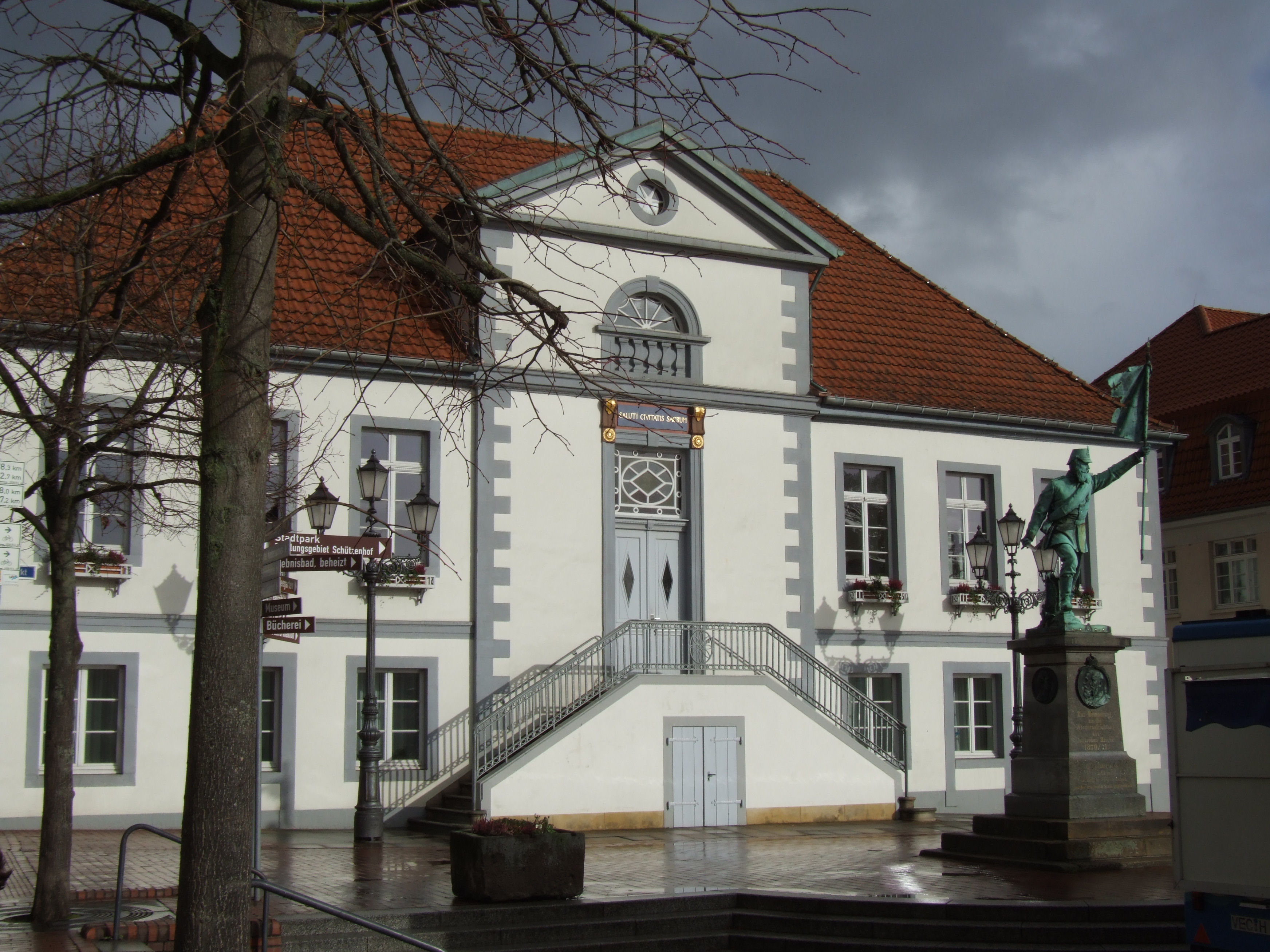
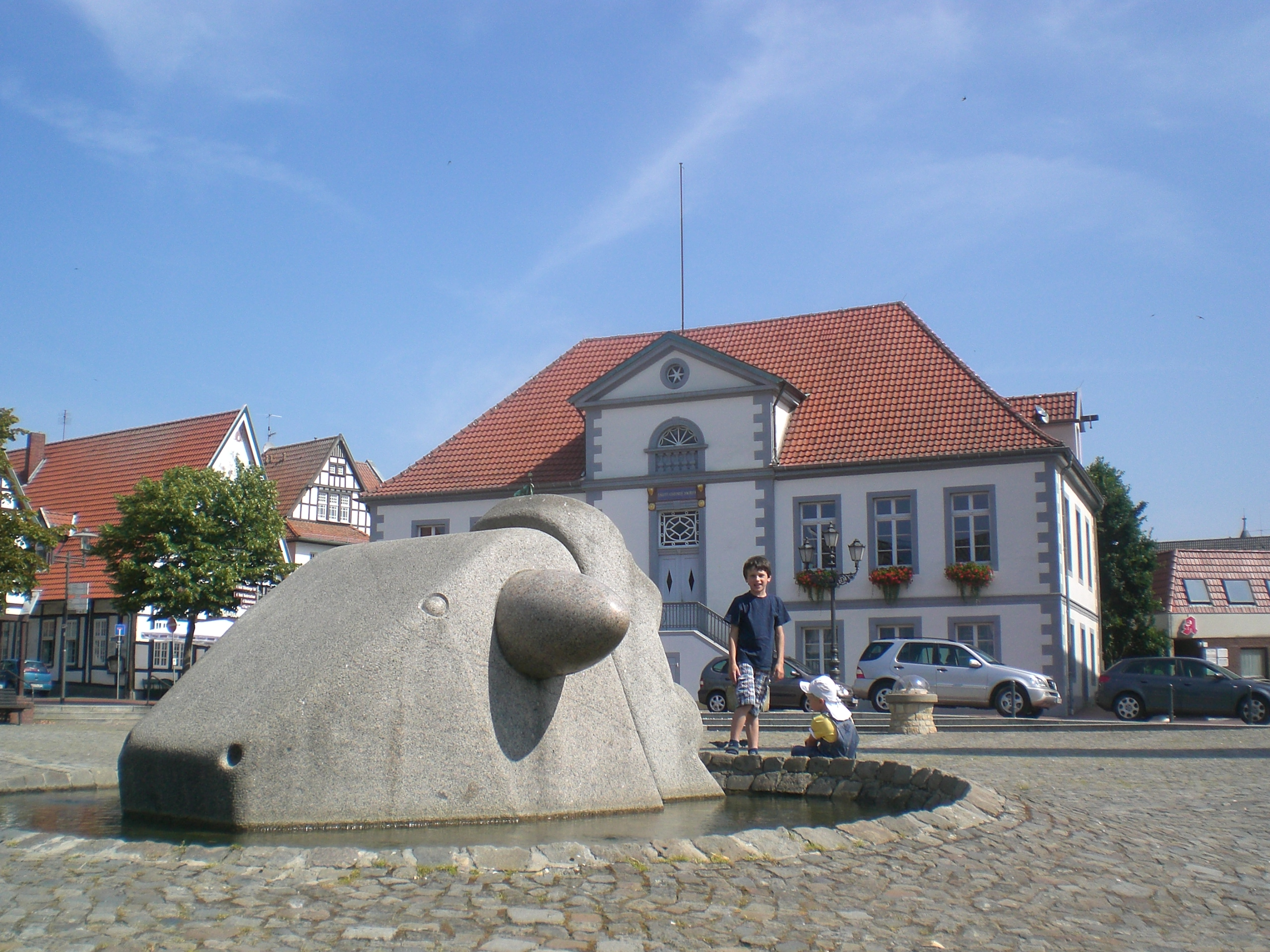
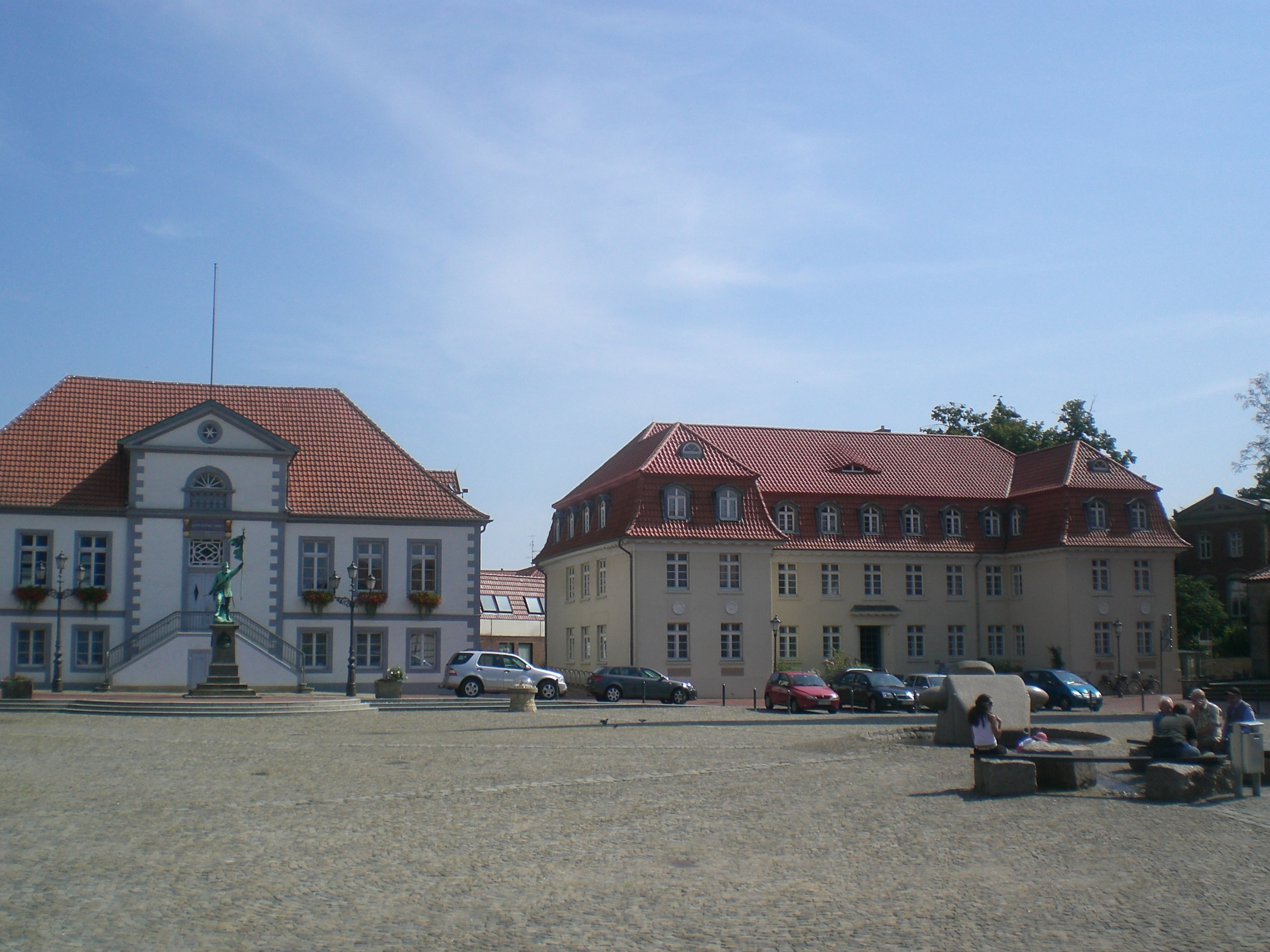
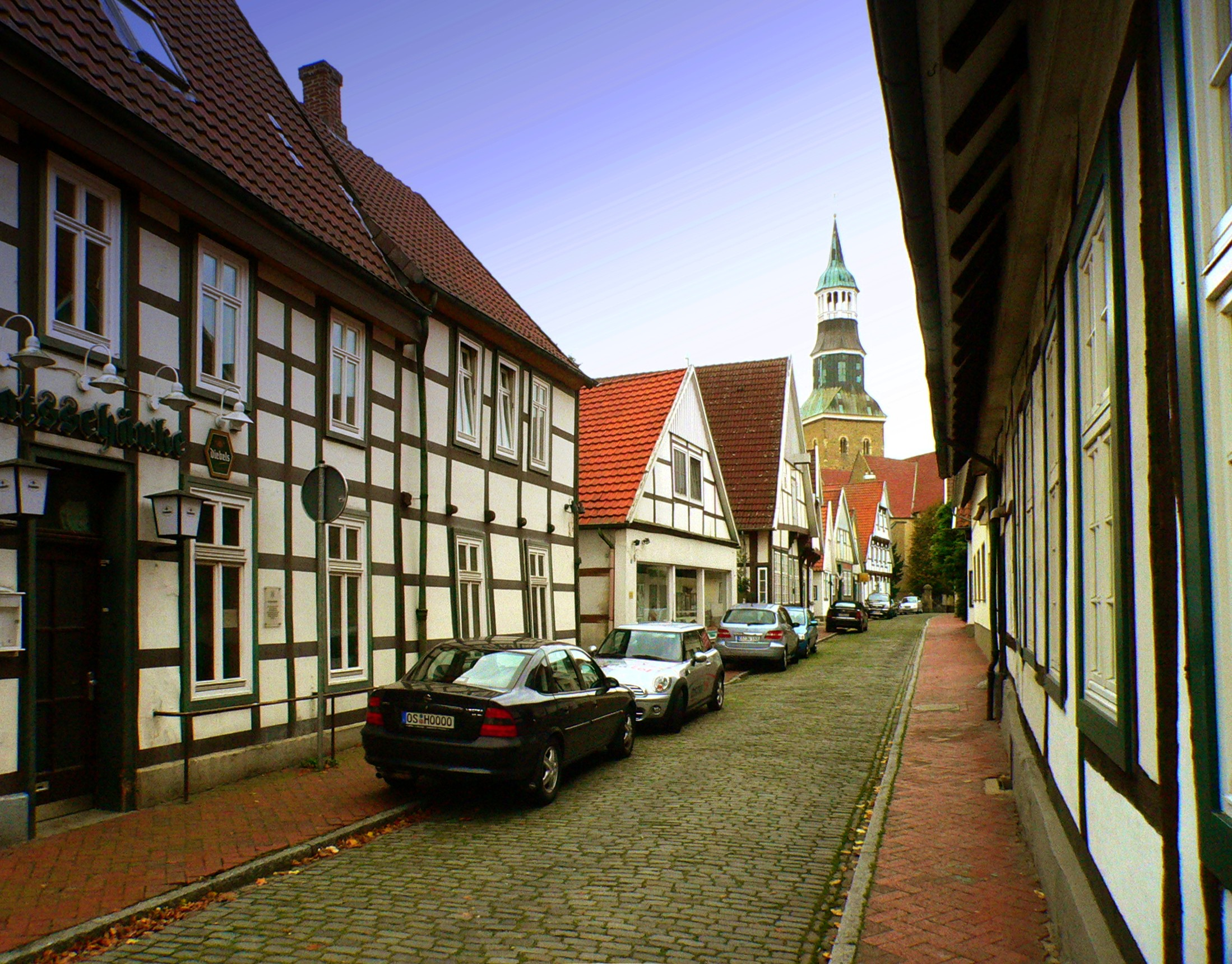
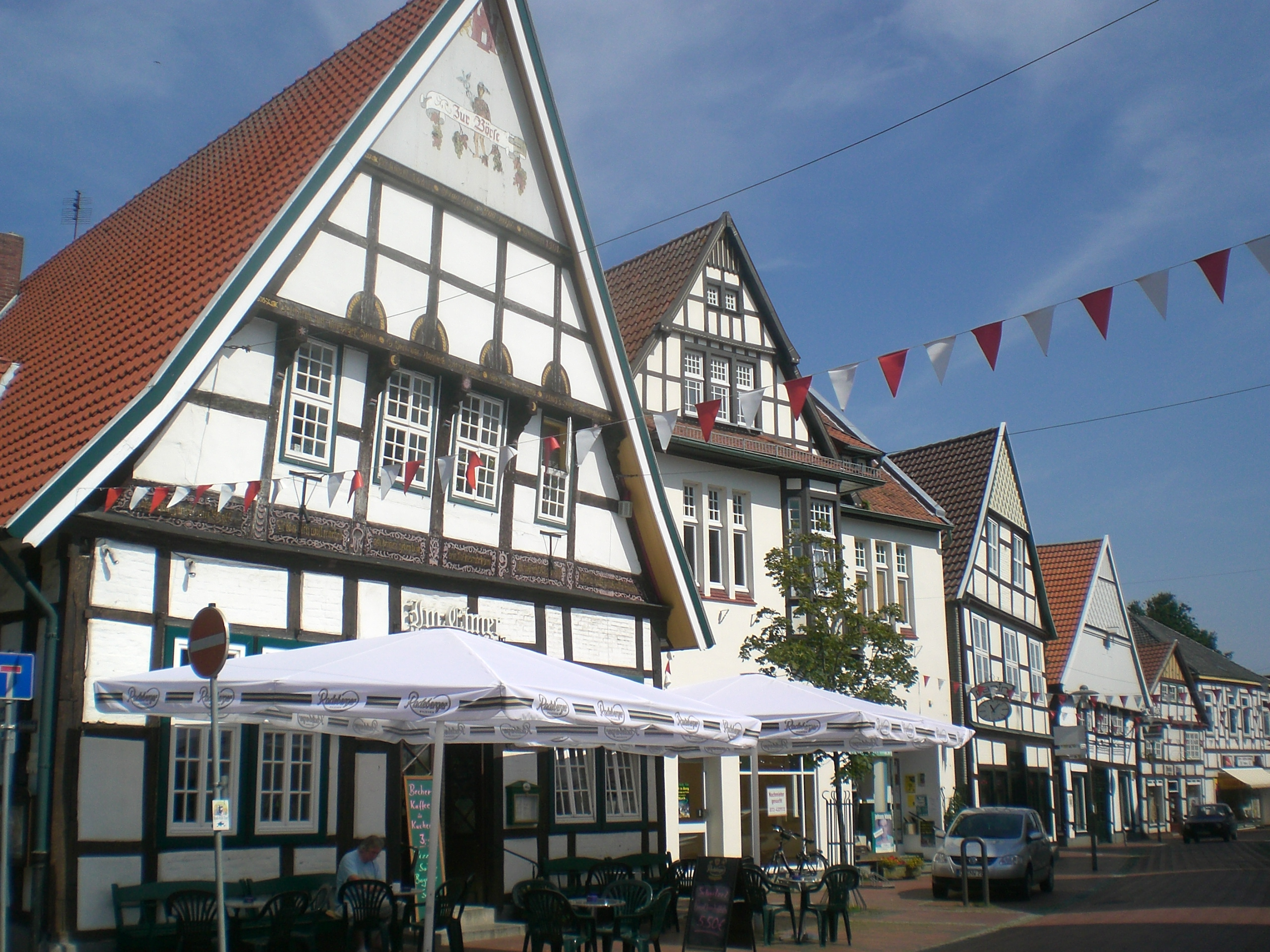
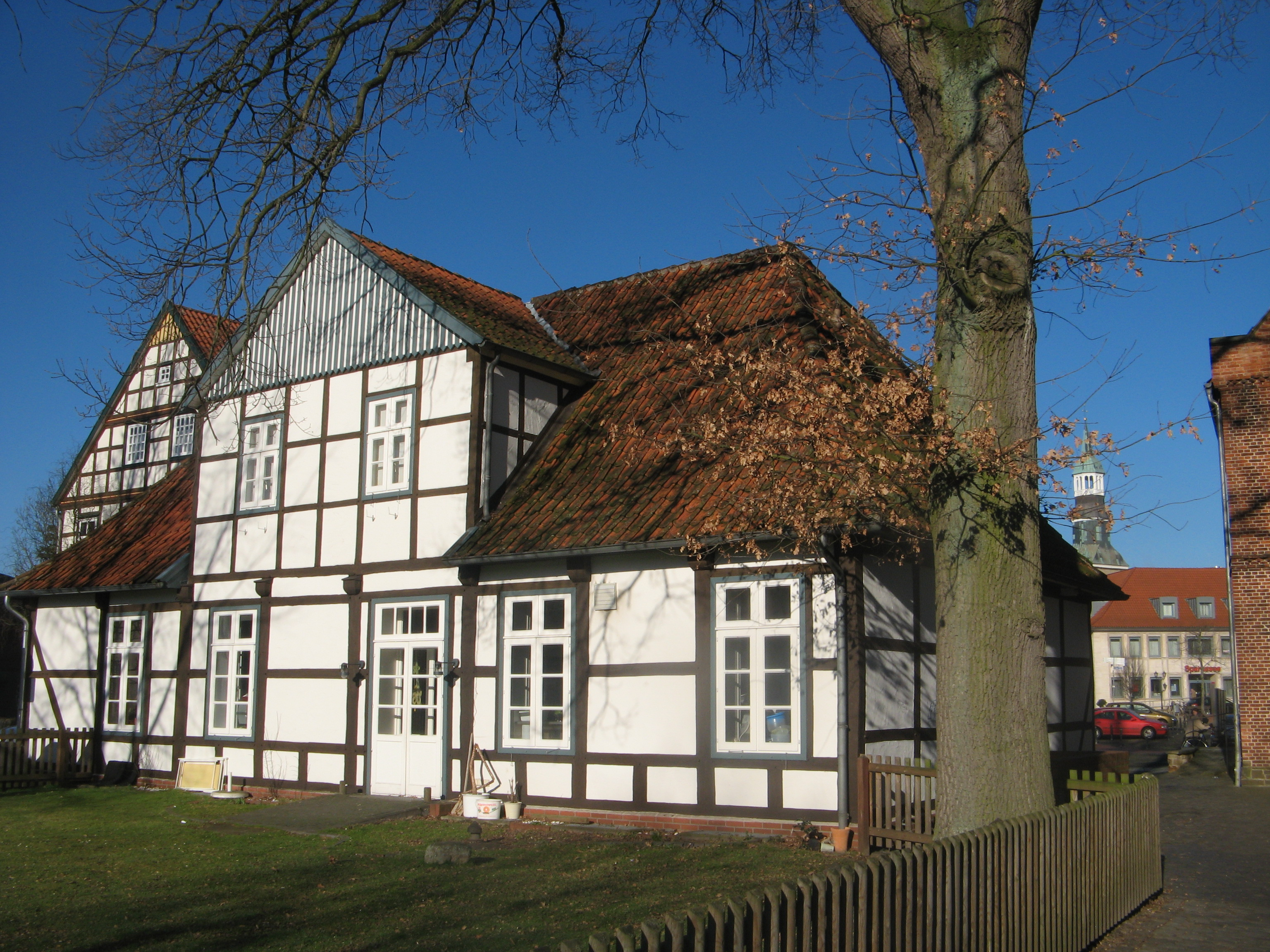
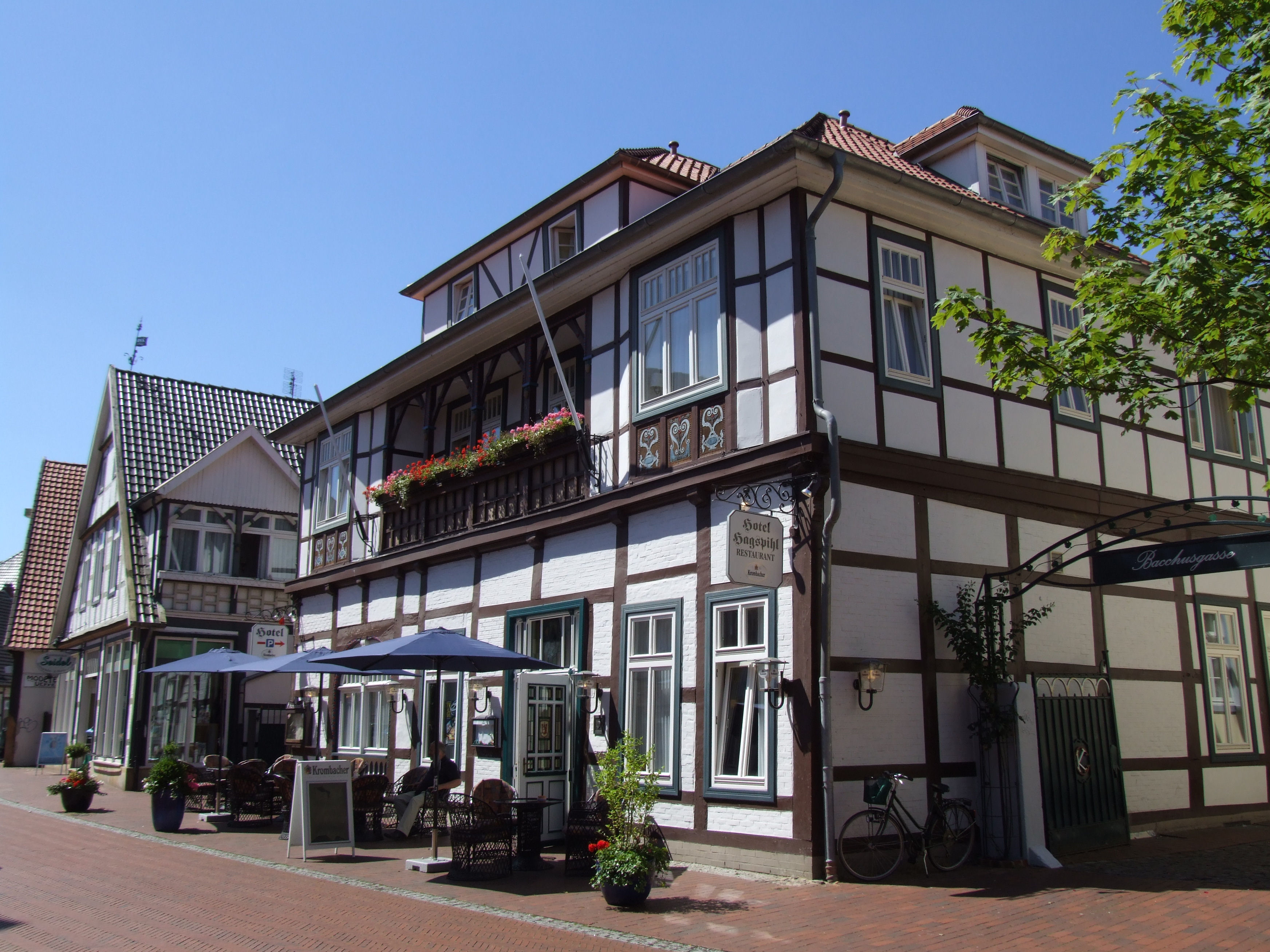
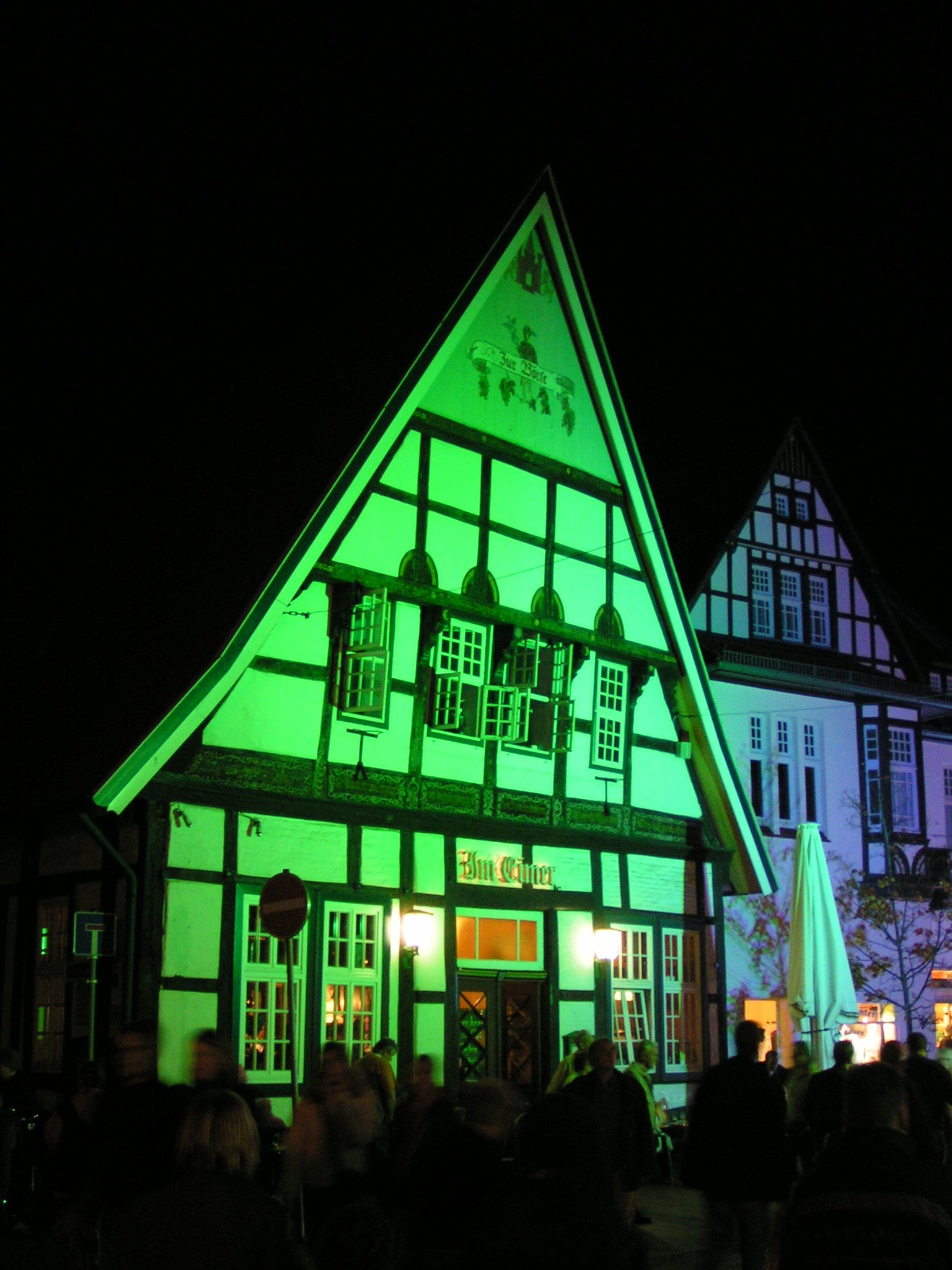
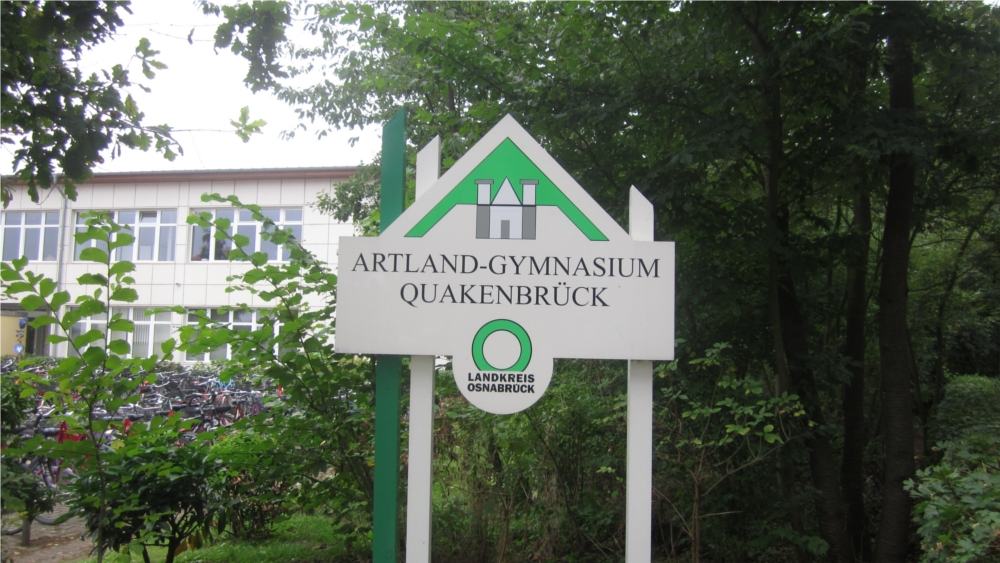

## Népesség
A település népességének változása:
| Lakosok száma | 13 090 | 13 366 | 13 500 | 13 612 | 13 884 | 13 947 |
|               | 2016   | 2017   | 2019   | 2021   | 2022   | 2023   |